# Kürdhacı
Kürdhacı (również: Qurdqajı) – wieś w rejonie Laçın w Azerbejdżanie.